# Hali Flickinger
Hali Flickinger (* 7. Juli 1994 in York) ist eine US-amerikanische Schwimmerin.

## Karriere
Im Jahr 2015 wurde Flickinger über 200 m Schmetterling zum ersten Mal US-amerikanische Meisterin. Bei ihrer Teilnahme an der Sommer-Universiade 2015 gewann sie drei Medaillen.
Flickinger nahm an den Olympischen Sommerspielen 2016 in Rio de Janeiro teil. Dort erreichte sie über 200 Meter Schmetterling den siebten Platz.
Bei den Schwimmweltmeisterschaften 2017 gewann Flickinger durch ihre Teilnahme am Vorlauf eine Goldmedaille mit der 4 × 200-m-Freistilstaffel. Zwei Jahre später gewann sie bei den Schwimmweltmeisterschaften 2019 über 200 m Schmetterling hinter Boglárka Kapás die Silbermedaille.
Bei den 2021 ausgetragenen Olympischen Spielen 2020 in Tokio gewann sie über 400 Meter Lagen und 200 Meter Schmetterling jeweils die Bronzemedaille.